# Походы шаха Тахмаспа в Картли и Кахетию
Походы Тахмаспа I в Картли и Кахетию — серия походов Сефевидского государства под руководством шаха Тахмасиба I против Картлийского и Кахетинского царств.

## Предыстория
Военные кампании на Кавказе не были чем-то новым для династий, базировавшихся на северо-западе Ирана и в Восточной Анатолии в XV веке, таких, как Кара-Коюнлу и Ак-Коюнлу. Узун Хасан, император Ак-Коюнлу и дед по матери шаха Исмаила, совершил три похода против грузинских княжеств в 1458, 1461 и 1476 годах. Шах Исмаил также в нескольких случаях отправлял войска на грузинские провинции, даже после поражения в битве при Чалдыране против Османов в 1514 году. Уязвимости этого региона перед вторжениями XVI и начала XVII веков поспособствовали несколько факторов. Одним из таких факторов было его географическое расположение между расширявшимися и воевавшими между собой османским и сефевидским государствами и необходимость в создании буферной зоны. Для сефевидских войск под предводительством Тахмасиба вероятной причиной была периодическая нужда в грабеже, однако для сефевидского верховного командования более важной причиной, побудившей его приступить к первой кампании, был дух товарищества, который возникает в ходе военных походов и побед. Отсутствие политического и военного единения в раздроблённых грузинских царствах превращало их в лёгкую добычу для намного более крупных и более организованных войск Османов и Сефевидов.
Преимущественно христианское население Грузии само по себе являлось достаточной причиной для объявления «газавата» (священной войны) со стороны мусульманских государств с целью обоснования своих политических мотивов для экспансии. С правовой точки зрения это давало им возможность облагать налогами и данью немусульманское население. Однако не менее значимым было и религиозно-политическое противоборство между двумя империями в «пограничных землях»; необходимость в демонстрации имперского могущества для укрепления их притязаний на легитимность часто выливалась в военные действия в этом регионе. Более того, Сефевидское государство в этом периоде было сильно милитаризованным, и для выполнявшим эти задачи кызылбашей война была естественным и облагораживающим образом жизни. Именно на войне они могли доказать свою доблесть, самопожертвование и честь. Война также давала возможность обогатиться и завладеть обширными земельными участками. Тахмасп назначил на ключевые государственные должности эмиров, участвовавших в этих походах, а те в свою очередь распределяли новоприобретённые ресурсы своим собственным подчинённым. Всё это являлось мощным мотивом для экспансии на Кавказ, и сефевидское верховное командование рассудило, что эти выгоды перевешивают риск прямого конфликта с Османами в регионе.

## Походы

### Первый поход (1541)
Первый поход на Кавказ имел место в 1541 году. Шаху Тахмаспу тогда исполнилось 27 лет. Он полностью вырвал бразды правления у могущественных кызылбашских эмиров и обладал поддержкой со стороны способных министров и ведущих военачальников при своём дворе и в провинциях. Последствия катастрофической гражданской войны были уже позади, восточная граница стабилизировалась со времён последнего узбекского вторжения в 1539 году, и со времени великого османского наступления 1533—1535 годов миновало уже шесть лет. Царства Картлии и Кахетии приняли на себя основной удар сефевидских вторжений в правление шаха Тахмасиба (и позже повторно в правление его внука, Аббаса I Великого). С другой стороны, княжество Самцхе использовало свою географическую отдалённость для того, чтобы вступить с Сефевидами в политический диалог с целью поддержания своей независимости и избегания риска военного конфликта, который мог вылиться в прямое подчинение. Царство Картлия, обладавшее несколькими автономными синьориями, такими, как Сабаратиано, Саамилахваро и Сацициано, имело сильного правителя из царского рода Багратидов, царя Луарсаба I — прямого потомка царя Константина I. Луарсаб был главным противником шаха Тахмасиба в течение этого периода и яростно сопротивлялся попыткам Сефевидов господствовать над Картлией и соседними областями.

Сефевидские источники эпохи не делают различия между грузинскими царствами; общим обозначением для региона в этих источниках является термин «Гюрджистан». Однако посредством различения правителей или хорошо известных городов (к примеру, Гори или Тифлис) является возможным определить, о каком конкретном царстве идёт речь. Согласно этим источникам, основной мотивацией к началу этих походов было ничто иное, как «священная война» (газават и джихад) против неверных. «Шах, защитник веры» — пишет летописец Хасан-бек Румлу, «ради победы Ислама и укрепления религии Пророка… выступил в поход на Грузию с бесстрашными войсками». С другой стороны, армянский летописец Закария Канакерци передаёт, что причиной первого вторжения стали именно грузины, «которые нападали и грабили любого приезжавшего в Тбилиси персиянина». В 1541 году кызылбашские войска выдвинулись из Карабаха на север по направлению к Тифлису, столице царства Картлия под правлением царя Луарсаба. Венецианский посланник Мишель Мембре, проехавший через Грузию всего за два года до сефевидского вторжения, писал:
«У него (царя Луарсаба) имеются конники, называемые азнавурами, примерно в количестве 5000 человек, по числу его дворян… упомянутый город Тифлис очень большой, но бо̀льшая его часть была разрушена по причине многих войн, которые эти иберийцы (т.е. грузины) ведут между собой… Упомянутый царь Луарсаб выплачивает Софи (т.е. шаху Тахмаспу) ежегодно дань в 1000 дукатов».
Согласно Мембре, царство Кахетия выплачивала дань Сефевидам как минимум начиная с 1538 года, если не раньше, и облагалась фиксированным сбором. Принимавший участие в этих походах Хасан-бек Румлу даёт наиболее полное описание этих походов из всех имеющихся на сегодняшний день источников. Согласно его рассказу, сефевидские войска достигли Тифлиса ночью, и вскоре начался общий штурм. Калбад-и Гюрджи, один из полководцев Луасарба, держался в крепости с отрядом из своих воинов. Однако вскоре их одолели и вынудили сдаться. Город был ограблен и многие были убиты или уведены в плен. Другой полководец, Хабш, бежал в крепость Бартис. И он был одолён и принуждён к сдаче. Жизни обратившихся в Ислам, включая полководца Калбада, были пощажены, а те, кто не отрёкся от своей религии – были без промедления казнены. Кызылбашская армия направилась к берегам реки Кура с целью захвата Луарсаба и его людей. Они ускользнули от кызылбашей и укрылись в глуши Южной Грузии. Армия вскоре вернулась в Тебриз с добычей и многочисленными пленниками. Заметной особенностью этих походов являются осады крепостей в грузинских княжествах. В реальности успех каждого раунда военного наступления зависел от захвата цепи крепостей, контролировавших данную область. Каменная крепость являлась символом власти грузинской военной аристократии — центром их политического и административного аппарата, а также фундаментом их военного могущества в данной области. Крепость была наиболее грозным, угрожающим и господствующим строением, с которым сефевидские войска сталкивались в грузинской сельской местности в ходе этих походов. Захват крепости был абсолютно необходим для слома могущества грузинских вооружённых сил в любой конкретной области и занимал видное место в этих походах.
Сефевидский поход 1541 года был успешным. Он поднял дух сефевидских войск, которые часто бывали близки к поражению в ходе конфликтов с намного превосходившей их по численности османской армией. Соответственно, эта победа принесла большие выгоды лично самому Тахмаспу, поскольку она отражала его растущие могущество и влияние в глазах его вооружённых сил. Нужно помнить, что военный успех имел жизненно важное значение для сефевидского шаха в его стремлении проецировать свою шахскую власть в этот период, поскольку такой успех приводил к лояльности среди его туркоманских воинов и убеждал их в том, что он является грозным и способным вожаком. Вне сомнений, что военная победа порождает политический триумф, и Тахмасиб, должно быть, был удовлетворён результатами, несмотря на их половинчатость и неясность.

### Второй поход (1547)
Шесть лет спустя, зимой 1547 года, Сефевиды начали ещё один поход против Грузии, направленный на царство Кахетия. Как представляется, это решение было во многом продиктовано событиями вокруг мятежа сводного брата шаха Тахмасиба, Алкаса Мирзы, который в свою очередь привёл к третьему вторжению Османов на территорию Сефевидов.  Весть о мятеже Алкаса Мирзы достигла до шаха Тахмаспа в Казвине зимой 1546 года. Шахский посланник Али-ага гапычи-баши был отправлен в Ширван, резиденции Алкаса, с целью его переубеждения. Усилия посланника не увенчались успехом. После этого шах Тахмасиб приготовился к маршу на Ширван во главе армии для противостояния Алкасу. Почувствовав опасность, Алкас выбрал переговоры и попросил шахского прощения. Он отправил свою мать Ханбиги-ханым и своего сына Ахмеда Мирзу в шахский лагерь просить мира. Шах принял предложение и отправил высокопоставленных лиц, таких как Шахгулу-халифу Мёхрдара, Севиндик-бека горчубаши и Бадр-хана Устаджлы (эмир-и дивана) для организации торжественной клятвы на Священном Коране о о том, что он, Алкас Мирза, вечно будет лоялен короне. Алкас принёс клятву и согласился выплачивать шахской казне по тысяче туманов ежегодно, а также предоставлять тысячу воинов в военное время. Тахмасп не был полностью убеждён и продолжил свой марш на север, из Сехенда в Тебриз.
Мнимая уступка Алкаса была отвлекающим манёвром с целью выиграть побольше времени для укрепления своих сил, и возможно получения подтверждения о поддержке от Османов — поскольку вскоре после своего прощения он отрёкся от клятвы, начал чеканить собственную монету и приказал читать хутбу на своё имя — явное указание на его притязания на независимость. Затем Алкас двинулся на Шемаху, а оттуда — в Дербент. Возле реки Самур его войска столкнулись с крупным контингентом кызылбашской армии во главе с Шахверди султаном Зиядоглу Каджаром, Мухаммади-беком Туркманом, Сулейман-беком Челеби Чепни и Мухаммед-беком Ширбахт-оглы Талышем и потерпели незначительное поражение. Другие столкновения произошли под командованием Шахгулу-халифы и вылились в дополнительные неудачи мятежников. Находясь в бегстве и задавленный численным преимуществом противника, Алкаса в конечном итоге решил бежать на османскую территорию и найти убежище у двора султана Сулеймана в Стамбуле.
Главная армия находилась в Тебризе, полностью готовой к отражению угрозы войск Алкаса. Решение предпринять вторжение в Кахетию было принято после того, как Алкас успешно провёл переговоры о мире и заверил шаха Тахмасиба в своей лояльности и обязался присоединиться к армии со своими людьми. Однако в своих мемуарах шах Тахмасп сообщает, что он уже выступил в путь для «преследования» Левенда, когда Алкас отрёкся от своей клятвы. Таким образом, решение о вторжении в Кахетию, должно быть, было принято примерно между первой вестью о шахском прощении Алкаса и его отречением. Шах Тахмасиб и его войска достигли Аг-шахра зимой 1547 года. Произошло жестокое сражение, завершившееся поражением грузинских войск и опустошением области. Затем армия выступила из Аг-шахра в Табди, когда Левенд-бек и его соперник Баш Ачиг прибыли в шахский лагерь с выражением своей верности. Они были хорошо приняты шахом, который пожаловал им почётные халаты. Вскоре они вернулись в свои владения. В это время армия выступила по направлению к Гяндже и разбила временный лагерь у Булага.

### Третий поход (1551)
Третье вторжение в Южную Грузию произошло в 1551 году. Сефевидские войска под командованием Бадр-хана Устаджлы, Шахгулу Устаджлы и Шахгулу-халифы (мёхрдара) совместно с грузинским контингентом под командованием Левенд-бека вновь покорили провинцию Шеки и расправились с её губернатором, Дервиш Мухаммед-ханом. Главная часть армии разбила лагерь в Шеки, когда Кейхосров обратился к шаху Тахмасибу с просьбой о военной помощи против Луарсаба и Вахуша Гюрджи, захватившего часть его территории. В это время османский полководец Искандер-паша вёл армию в Западную Грузию, осадив крепость Арванух. Возможно, в попытке предотвратить союз царя Луарсаба с османским войском, сефевидские войска выступили из Шеки на запад по направлению к крепостям царя Луарсаба в Картлии под командованием Бадр-хана Устаджлы, Али султана Текели и Шахверди-султана Зиядоглу (последний сыграл ключевую роль в этих походах). Они захватили крепости Малинкуб Варгар (Манкуб Дарфар или Манаскуб Даргард в различных летописях), Дарзбад и неназванный монастырь, но не смогли настигнуть войска Луарсаба. Однако они основательно разграбили монастырь с его бесценными сокровищами религиозного характера, после чего разрушили его до основания. В монастыре погибло двадцать членов духовенства.
Осенью 1551 года сефевидские полководцы предприняли ещё одну попытку принудить войска царя Луарсаба к генеральному сражению, вторгнувшись глубоко в Кахетии. Будучи не в состоянии одержать решающую победу над маленькой, но хорошо организованной армией Луарсаба, они разграбили окружающую местность, включая Барат Али, захватив добычу и большое количество пленников. С наступлением зимы сефевидская армия отступила в Карабах. Сефевидские источники дают понять, что в ходе этих вторжений имело место полное опустошение региона и резня  большого количества местного населения, и практически не оставляют сомнения в том, что в частности эта кампания  была проведена с крайней жестокостью. Детальное описание этих столкновений Хасан-беком Румлу обнажают ужасающую природу этих войн. С политической точки зрения Сефевиды добились нескольких важных целей. Тахмасиб  приобрёл новых подопечных, таких как Кейхосров, которому он помог вновь овладеть крепостью (и окружающей территорией) Тумак и городом Аг-шахр и его княжествами. Были казнены такие видные грузинские аристократы, как Вахуш Гюрджи и его союзник Шармазан-оглы (захвативший территорию Кейхосрова), а их земли были перераспределены. Однако царь Луарсаб и его армия, упорное сопротивление которых представляло собой серьёзную угрозу для установления господства над регионом, уцелели. В этом и крылась причина жестокого обращения с местным населением Картлии, которые, вне сомнения, поддерживали своего царя против Сефевидов.

### Четвёртый поход (1554—1557)
Вскоре после последнего османского вторжения на сефевидскую территорию в правление султана Сулеймана в 1553—1554 годах, Сефевиды совершили ещё один поход на Картлию. Как и предыдущие три вторжения Османов, и это вторжение оказалось крайне дорогостоящим и разрушительным для обеих сторон. Вскоре начались переговоры о мире, которые в конечном итоге завершились миром в Амасье, ратифицированным в 1555 году. Писавший об этих событиях 70 спустя и имевший возможность оценить их ретроспективно, Искандер-бек Мюнши рассматривал раздел грузинских царств между Сефевидами о Османами в качестве части Амасийского договора. По его словам, обе стороны согласились, что территории Самцхе, Картлии и Кахетии останутся под юрисдикцией Сефевидов, а Османы будут контролировать Баши Ачиг, Дадиан и Куриян (Имеретию, Мегрелию и Гурию).
Тем временем царь Картлии Луарсаб I использовал сефевидо-османское противостояние для повторного притязания на более широкую автономию. Освободивший от османской угрозы шах Тахмасиб ответил на это вторжением на территорию Луарсаба при помощи своего доверенного полководца Шахверди султана Зиядоглу Каджара. Луарсаб задействовал против Тахмаспа ту же тактику, которую сам Тахмасп обычно использовал против Османов — избегание генерального сражения. Это открыло путь для сефевидских захватчиков, которые быстро подошли к столичному городу Гори и заняли его в 1554 году. В ходе боевых действий были взяты крепости Мазрут, Парсатан и Айдын, однако крепость Айдын, которая была в то время резиденцией матери царя Луарсаба, оказала упорное сопротивление. Самая жестокая битва этого похода произошла во время осады этой крепости, где многие из воинов Луарсаба оказывали упорное сопротивление для отражения нападений Сефевидов. В конечном итоге в крепостной стене были пробиты бреши и сопротивление защитников было подавлено. Сефевидские войска предали многих мечу и взяли много пленников, включая мать царя Луарсаба. В течение последующих нескольких недель они подавили другие очаги сопротивления в области, завладев огромной добычей, скотом и новыми пленниками. В сефевидских источниках ничего не говорится о последующей судьбе матери царя. Сефевидские летописи единодушны в том, что именно в ходе этой кампании сефевидские войска захватили в плен более чем 30 000 грузин и переселили их на территорию Сефевидов. По словам Кази Ахмеда, сефевидская армия провела зиму в окрестностях Гори, и в январе отправилась в Карабах. В феврале шахский двор и армия переместились на юг и удалились в Гянджу, где её губернатор Шахверди султан Зиядоглу Каджар устроил шахскому двору приём и восьмидневные празднества в честь успешного похода. После этого шахская армия отправилась в провинцию Барда.
Повторно завладев Гори и собрав внушительное войско в 1557 году, Луарсаб изгнал сефевидский гарнизон из области. Узнав об этом, бейлярбей Карабаха, Шахверди султан Зиядоглу, выступил в поход с целью покончить с попытками Луарсаба раз и навсегда. Он не мог знать, что ведёт своих всадников в ловушку. Сефевидский контингент был захвачен врасплох по пути движения и подвергся резне со стороны армии Луарсаба. Понеся тяжёлые потери, он был вынужден отступить. Мухаммед-бек Чепни, командовавший одним из отрядов войска Шахверди, сумел пробиться через ряды охраны Луарсаба. Один из его всадников сошёлся с царём и нанёс ему жестокий удар, от которого тот вскоре скончался. В последовавшем хаосе Мухаммед-бек схватил за поводья коня Луарсаба и сумел вырваться. Но его воин был зарублен охраной царя. Сын Луасарба Симон I Великий был вскоре провозглашён новым царём Картлии и продолжил борьбу против  Сефевидов с той же интенсивностью.
Пять лет спустя Симон с Леваном Кахетинским заключил военный пакт, который был укреплён женитьбой на дочери Левана, Нестан Дареджан. Целью Симона было собрать большое войско и отбить Тифлис у Сефевидов. К коалиции присоединился и сын Левана Георгий со своими людьми, а также многие другие влиятельные провинциальные дворяне. По словам летописца-современника, «в короткое время собралось такое количество воинов, что пристальный взгляд древних небес веками не видел подобного в том царстве».

### Пятый поход (1561)
Тахмасиб вновь приказал бейлярбею Карабаха Шахверди султана Зиядоглу подавить сопротивление грузин. Он выступил из Гянджи с войском Карабаха и сошёлся с силами грузин 1 мая  1561 года. Однако грузинская коалиция не была ровней по скорости сефевидской лёгкой кавалерии. Вскоре грузины были разбиты и бежали с поля боя. Разбитые войска Картлии отступили на север к городу Гори. Гургин, сын Левана, вместе с тысячей своих воинов, был безжалостно предан мечу. Один из летописцев передаёт ощущение опустошения при дворе Картлии: «Когда Леван услышал весть о гибели сына, пламя из печи его сердца достигло небес и кровь из фонтана его глаз залила землю, а грузины облачились в чёрные траурные одеяния».
Поражение в этой битве имело долгосрочные последствия. Оно положило конец надеждам на достижение политического и военного единства под единым знаменем Кахетии. Более того, оно не только потрясло устремление кахетинцев к независимости, но также оказало глубокий деморализующий эффект на царский дом Картлии. В то время как Симон продолжил упорно отвергать господство Сефевидов, его брат Давид XI, опасаясь непрекращающихся междоусобиц и ненадёжной политической обстановки в Картлии, предал его и переметнулся на сторону Сефевидов. В 1561 году в сопровождении своих сторонников он прибыл ко двору в Казвине и объявил о своей верности шаху Тахмасибу. Он обратился в ислам и впоследствии стал известен как Давуд-хан. Тахмасп пожаловал ему «ограниченное губернаторство» Тифлисом и окружающей областью. Искандер-бек резюмирует, что означало править под господством Сефевидов: «время от времени один из эмиров (сефевидского) двора служил комендантом крепости Тифлиса, наставником и советником Давуд-хана в важных делах».

### Шестой поход (1566)
В 1566 году Симон попытался захватить Тифлис у своего брата и почти преуспел в этом, сокрушив небольшой сефевидский гарнизон под командованием Ибрахим халифы Караманлы,  поспешно атаковавший силы Симона. Как представляется, главной причиной тому был отказ грузинского контингента повиноваться приказу Давуд-хана предоставить поддержку Сефевидам. Однако цитадель Тифлиса оказалась неприступной для войска Симона, и спустя несколько дней они сняли осаду и отступили. Это небольшое поражение встревожило сефевидский двор растущей мощью Симона. В следующем году шах Тахмасиб поручил Давуд-хану расправиться с его дерзким братом Симоном раз и навсегда. С целью оказания необходимой военной поддержки он отправил к нему на помощь Шамхал-бека Черкеса, Ибрагим-бека Алпаута и Алигулу-бека Каджара. В последовавшей вскоре кровавой битве сефевидская армия захватила Симона на поле боя и привезла его ко двору в Казвине. Он удерживался в качестве пленника в знаменитой крепости Кахкаха вплоть до 1578 года, когда его снарядили и отправили обратно для сражения с наступающими армиями Османов.